# Capitale Monseñor José Vicente de Unda

Capitale Monseñor José Vicente de Unda est l'une des deux divisions territoriales de la municipalité de Monseñor José Vicente de Unda dans l'État de Portuguesa au Venezuela. À des fins statistiques, l'Institut national de la statistique du Venezuela a créé le terme de « parroquia capital », ici traduit par le terme « capitale » qui correspond au territoire où se trouve le chef-lieu de la municipalité afin de couvrir ce vide spatial, qui, selon la loi sur la division politique territoriale publiée dans le Journal officiel de l'État « n'attribue pas de hiérarchie politique territoriale, ni de description de ses limites respectives ». Ce territoire s'articule autour de Paraíso de Chabasquén, chef-lieu de la municipalité.